# Don Carlos Mote
Don Carlos Mote (ur. 13 stycznia 1887 w Greenville, zm. 28 sierpnia 1972 w Corvallis) – amerykański entomolog, specjalizujący się w entomologii stosowanej, i parazytolog.
Studiował na Uniwersytecie Stanu Ohio, gdzie zdobył tytuły bakałarza, magistra, a następnie doktoryzował się pracą poświęconą biologii i ograniczaniu liczebności populacji gza bydlęcego dużego. W latach 1912–1918 pracował jako parazytolog w Ohio Agricultural Experimental Station. W latach 1918–1919 nauczał rolnictwa w Wooster. Od 1919 roku zatrudniony był na stanowisku entomologa stanowego Arizony. W latach 1925–1952 był kierownikiem Wydziału Entomologii Uniwersytetu Stanu Oregon. Po odejściu na emeryturę przez rok przebywał w Rzymie jako doradca Organizacji Narodów Zjednoczonych do spraw Wyżywienia i Rolnictwa. W 1955 roku był kierownikiem spisu rolnego stanu Oregon. W latach 1955–1971 był koordynatorem wizytującym na Uniwersytecie Stanu Oregon. 
Jego żoną była Josephine Mower, poślubiona w 1914 roku. Miał syna, Richarda.
Mote był członkiem, a w 1930 roku został prezesem Pacyficznego Oddziału American Association of Economic Entomologists. W latach 1912–1972 członkiem Entomological Society of America. Ponadto posiadał członkostwo w American Association for the Advancement of Science, Oregon Entomological Society, Oregon Horticultural Society, Phi Kappa Phi, Phi Sigma i Sigma Xi.